# Do-Re-Mi
Do-Re-Mi is een liedje uit The Sound of Music. In dit verhaal gebruikt hoofdpersoon Maria dit liedje om de kinderen Von Trapp de majeurtoonladder aan te leren. De tekst van het liedje bevat alle namen van de noten van de toonladder, die door de melodie van het liedje op de juiste toonhoogte worden gezongen. Het liedje gebruikt ezelsbruggetjes voor alle notennamen. Zo wordt "do" verbonden met het Engelse doe (hinde) in de strofe 'Doe, a deer, a female deer'.
In de toneelversie zingt Maria het liedje in de woonkamer van de familie Von Trapp, kort nadat zij zich heeft voorgesteld aan hun kinderen. In de filmversie werd het liedje naar later in het verhaal verplaatst. Maria en de kinderen zingen het liedje in de film tegen een gemonteerde achtergrond van een berglandschap boven Salzburg.
Het liedje werd populair als kinderliedje en als oefenliedje in het muziekonderwijs. In het laatste geval wordt de toneelversie in C majeur gebruikt. In de film werd het liedje getransponeerd naar Bes majeur, om de overgang in toonhoogte van de gesproken dialoog naar de zang zo klein mogelijk te maken.
Do-Re-Mi is niet het eerste liedje waarvan de regels met de namen van de noten beginnen. De meeste namen (behalve do en ti) zijn namelijk afkomstig van de hymne Ut  queant laxis - Resonare fibris, zie Guidonische lettergrepen. 

## De ezelsbruggetjes op een rij
Do verwijst naar Doe (hinde) 

Re verwijst naar Ray (lichtstraal) 

Mi verwijst naar Me (mij) 

Fa verwijst naar Far (ver) 

So verwijst naar Sew (naaien) 

La komt na So 

Ti verwijst naar Tea (thee)

## De ezelsbruggetjes op een rij in het Nederlands, Belgische versie
Do, re, mi, een wiegelied 

Re een hert, wist je dat niet? 

Mi dat zegt men voor Marie 

Fa 't begin van fantasie 

Sol dat is de Spaanse zon 

La een lach die net begon 

Si een symfonie voor jou 

En dan zijn we weer bij do, o, o, o ...

## De ezelsbruggetjes op een rij in het Nederlands, 1e versie
Do verwijst naar Doos, met een deksel 

Re verwijst naar Ree, een hert

Mi verwijst naar Mier 

Fa verwijst naar Vader 

So verwijst naar een kolderliedje, ik sol en dol maar wat

La verwijst naar een la in het bureau 

Si verwijst naar zie

## De ezelsbruggetjes op een rij in het Nederlands, 2e versie
Do denk maar aan domino

Ree een hertje in de wei

Mi de kat die doet miauw

Fa familie dat zijn wij

So(l) zo heet de Spaanse zon

La die zit in mijn buro

Si sigaar uit Mexico

## De ezelsbruggetjes op een rij in het Nederlands, 3e versie
Do: daar start en stop je mee

Re: een hertje in het veld

Mi: zijn noedels in Chinees

Fa: je vader is een held

Sol: de Spaanse zon aan zee ("Aan zee" kan worden vervangen door "ole")

La: dat zing je soms maar zo

Ti: het Engelse woord voor 'thee'

(Of Si: het Engels woord voor 'zee')

En meteen terug naar do-o-o-o